# کاروانسرای نصرت‌آباد
کاروانسرای نصرت آباد مربوط به دوره صفوی است و در شهرستان زاهدان، نصرت‌آباد، شمال شهر واقع شده و این اثر در تاریخ ۲۷ مرداد ۱۳۸۲ با شمارهٔ ثبت ۹۵۵۷ به‌عنوان یکی از آثار ملی ایران به ثبت رسیده است.